# 欧亚时报社
欧亚时报社(英文名：EurAsia Info) 于2012年初创办于瑞士， 总部位于瑞士苏黎世班霍夫大街100号。《欧亚时报》全球出版的国际刊号：ISSN 2297-5950，是欧洲唯一的中英双语新闻月刊。
创始人与现任社长为朱爱莲（兼任歐洲江西總商會會長）。

## 歷史
从2013年起，欧亚时报社汇聚了一批认真负责，精通英语、德语、法语、意大利语、中文的高文化素养工作团队。欧亚时报社在欧洲除了传递实用信息、从事新闻资讯宣传工作外，还聚焦负责主办经贸对接、文化交流等相关的欧亚国际论坛、项目对接峰会。

## 與中國關係
欧亚时报社与官方媒体人民日报海外版、人民日报海外网、中国新闻社建立了合作伙伴关系。